# Макквини (Тексас)
Макквини (енгл. McQueeney) насељено је место без административног статуса у америчкој савезној држави Тексас.

## Демографија
По попису из 2010. године број становника је 2.545, што је 18 (0,7%) становника више него 2000. године.
| Група             | 2000.         | 2010.         |
| Белци             | 1.916 (75,8%) | 1.696 (66,6%) |
| Афроамериканци    | 19 (0,8%)     | 68 (2,7%)     |
| Азијати           | 6 (0,2%)      | 9 (0,4%)      |
| Хиспаноамериканци | 538 (21,3%)   | 734 (28,8%)   |
| Укупно            | 2.527         | 2.545         |